# Can Nicasi
Can Nicasi és una obra del municipi de Cervelló (Baix Llobregat) inclosa en l'Inventari del Patrimoni Arquitectònic de Catalunya.

## Descripció
Es tracta d'una masia rural amb la façana orientada a migjorn i l'accés a uns 200 metres de la desviació de la N- 340 a Corbera de Llobregat. És de planta rectangular, amb coberta a dues vessants, de construcció simple i sense tancat. Consta de planta baixa i un pis; les finestres són allindanades i estan disposades de forma regular en la façana. En un costat s'obre una porta d'arc rebaixat.

## Història
A mitjans del segle xix, els propietaris del mas "Torre Vileta" segregaren una part de la finca i construïren la casa pels antecessors dels actuals propietaris.